# Jorge Canelles
Jorge «El Flaco» Canelles (Córdoba, 12 de abril de 1927- Buenos Aires 24 de julio de 2002) fue un dirigente sindical argentino del gremio de la Construcción, miembro del Partido Comunista y uno de los principales actores del Cordobazo.
Nació en Los Boulevares, zona de quintas y tierras de cultivo, entonces en las afueras de la capital que ahora integra, y fue el segundo de cuatro hermanos: Ramón Ernesto, Jorge Alberto, Ana María, y José Ángel.
Sus padres llegaron a Córdoba, provenientes de Cataluña a principios del siglo XX: Ramón Canelles Monserrat y María Leonor Monserrat Canelles, primos entre sí.
Jorge hablaba fluidamente el catalán y leía todo tipo de literatura, con especial interés en disciplinas como historia y astronomía, y tempranamente mostró su compromiso con los ideales igualdad y justicia social, bajo la marcada influencia de un familiar de militancia anarquista, combatiente durante la Guerra Civil Española.
Cursó estudios en la escuela secundaria modelo Jerónimo Luis De Cabrera, con orientación en la formación de peritos mercantiles y tenedores de libros contables.
Decidió no seguir estudios universitarios y emplearse como perito mercantil. Posteriormente, y convencido de la necesidad de “cambiar la realidad” y las condiciones de vida de la clase obrera, se volcó a la construcción, donde aprendió el oficio de pintor de obra e interiores, en el que se destacó.
Vivió la mayor parte de su vida en la ilegalidad, perseguido por su actividad sindical y también por su conocida pertenencia al Partido Comunista.
En 1939 dedicó especial atención a la libre entrada al país de los huérfanos con motivo del conflicto europeo y de la guerra civil española. Los despachantes de aduana le agradecieron al respecto mediante notas enviadas desde Rosario y Buenos Aires.
En 1958 fue uno de los organizadores de la movilización obrero- estudiantil que bajo el lema "Laica o libre" se oponía a las políticas pro clericales de Gabriel del Mazo y Arturo Frondizi, lo que llevó a su encarcelamiento por razones políticas en el marco del Plan Conintes del frondizismo.
Estuvo 39 veces preso por su actividad sindical, en la que encabezó numerosas huelgas de su gremio. En 1986 fue elegido miembro Comité Central de PC, partido al que perteneció hasta su renuncia en 1990.

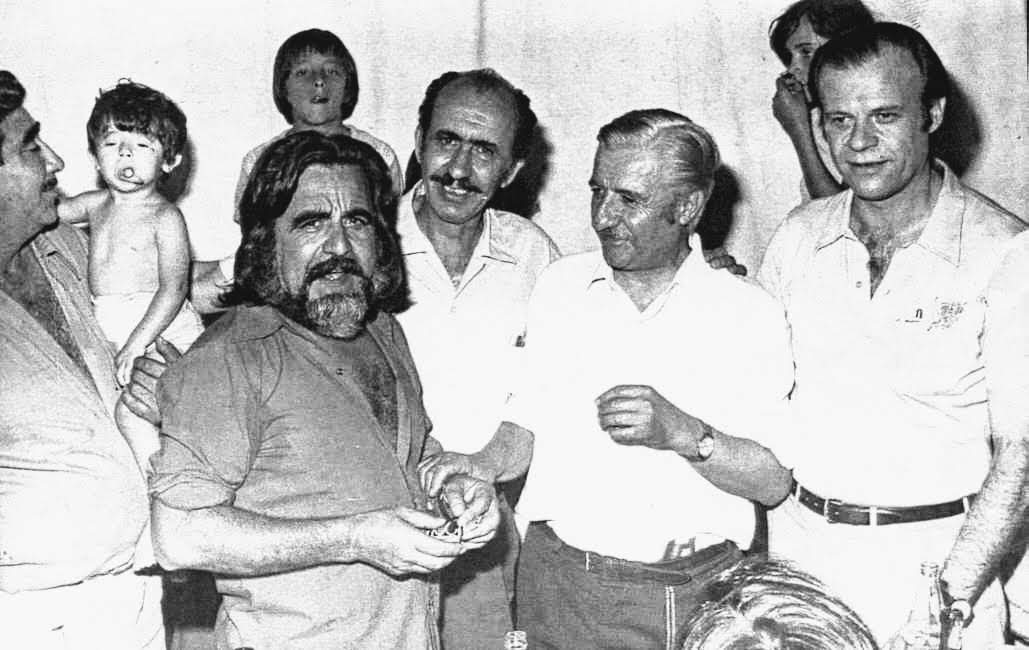
De izquierda a derecha Horacio Guarany y Jorge Canelles. En el margen, Agustín Tosco

En la década del ’50 del siglo pasado, establece una profunda amistad con Agustín Tosco, que incluyó lazos familiares, políticos e ideológicos, y con quién estudiaban regularmente obras de Marx, Engels, Lenin y otros autores revolucionarios. 
En la última quincena de mayo de 1969 y al frente de los obreros de la construcción, Canelles le sugiere a Tosco, entonces secretario del sindicato de Luz y Fuerza de la ciudad y dirigente de la CGT de los Argentinos reunirse con Elpidio Torres, secretario general del SMATA cordobés, para convocar a un paro activo, con movilización, contra la dictadura de Onganía, finalmente transformado en una “pueblada” conocida como el Cordobazo, con base en el movimiento sindical y estudiantil.
Fue detenido durante la represión y sufrió la sentencia más alta de las dispuestas por los tribunales militares impuestos por el régimen a la población civil: 10 años de prisión. También fueron condenados Agustín Tosco, 8 años y 3 meses; Elpidio Torres y el estudiante Miguel Ángel Miró a 4 años y 8 meses, entre otros. Luego de ocho meses prisioneros en Rawson, todos fueron liberados como resultado de una intensa movilización nacional.
El flaco Canelles viene,
cordobés del Cordobazo:
Trae en su paso sereno
El rumor de los plenarios.
Armando Tejada Gómez/Cuchi Leguizamón, “Milonga de los asados”, del Canto Popular de la Comidas

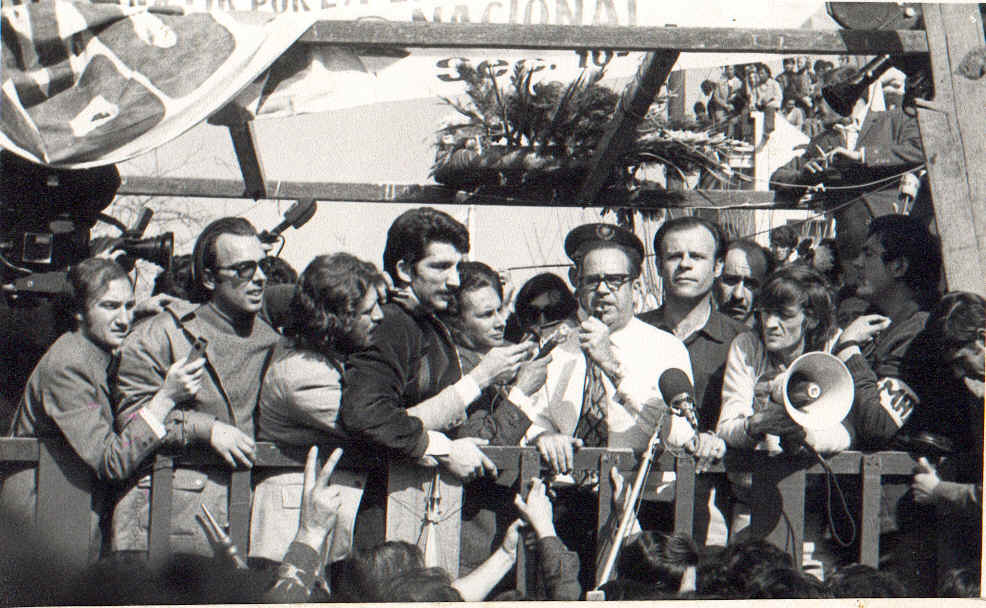
1973: Canelles, detrás de Tosco, en Córdoba, con el presidente de Cuba, Osvaldo Dorticos

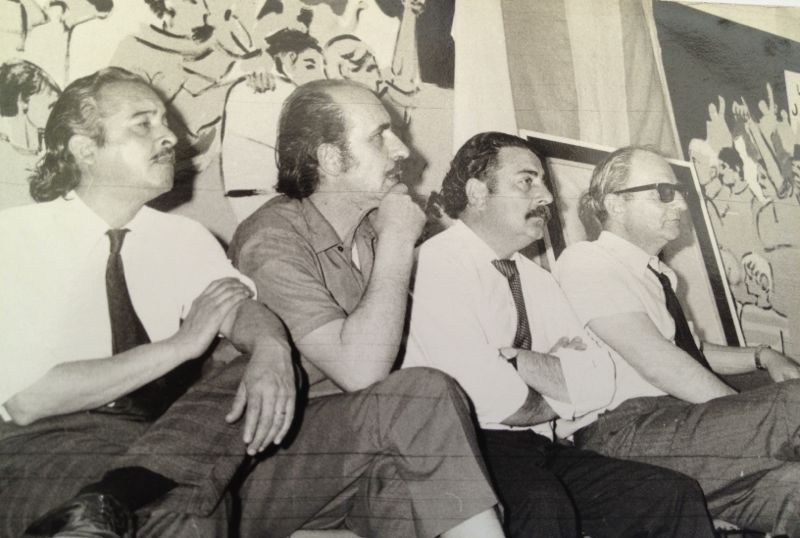
Jorge Canelles poco tiempo después de haber sido liberado del penal de Rawson. Lo acompañan los abogados laboralistas y defensores de presos políticos Delfor Moreno (izquierda), David “El pibe” Galina y Salomón Gerchunoff (derecha).

Condenado a muerte por el Comando Libertadores de América, expresión provincial de la Alianza Anticomunista Argentina (Triple A), Canelles volvió a pasar a la clandestinidad luego del Navarrazo de febrero de 1974 en Córdoba. Con posterioridad al golpe de Estado de 1976 se exilió durante poco más de un año en Bulgaria, pero retornó al país, aunque no a Córdoba, donde era intensamente buscado. 
Con el retorno a la democracia siguió su actividad sindical en la Capital Federal, promovió una continuidad del llamado "sindicalismo de liberación", inspirado en la experiencia de los gremios combativos de Córdoba, enfoque con el que fundó la Corriente Nacional Agustín Tosco (CONAT). Falleció siendo miembro de la Central de Trabajadores Argentinos (CTA) y delegado de los estatales de ATE por la Legislatura de la Ciudad de Buenos Aires, dentro de la cual la sede sindical lleva su nombre.
- Datos: Q63873459
- Multimedia: Jorge Canelles / Q63873459